# Ni Shiqun
Ni Shiqun (chinesisch: 倪诗群; geboren 26. Februar 1997 in Shanghai) ist eine chinesische Schachspielerin und Großmeisterin der Frauen (WGM).
Sie erreichte im Juli 2015 beim Zonenturnier der Zone 3.5 (China) den geteilten zweiten bis dritten Platz und war damit für die Schach-Weltmeisterschaft der Frauen 2017 startberechtigt. Im Oktober 2015 siegte sie bei der erstmals ausgetragenen asiatischen Universitätsmeisterschaft im Frauenbereich. 2016 siegte sie bei der Welt-Universitätsmeisterschaft, ebenfalls im Frauenbereich.
Bei der Frauenweltmeisterschaft 2017 besiegte sie in den ersten drei Runden jeweils höher platzierte Gegnerinnen, bevor sie im Viertelfinale gegen Alexandra Kostenjuk ausschied.
In der chinesischen Mannschaftsmeisterschaft spielte sie 2011, 2012, 2017, 2018 und 2019 für die Mannschaft von Shanghai, mit der sie 2012, 2017 und 2018 den Titel gewann, 2013 für Qingdao und von 2014 bis 2016 für Tianjin.